# Гидравлическая культура насыпей

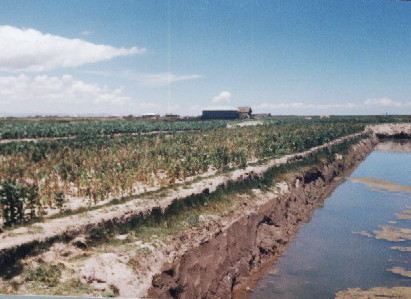
Искусственный водоём, известный как Вару-Вару.

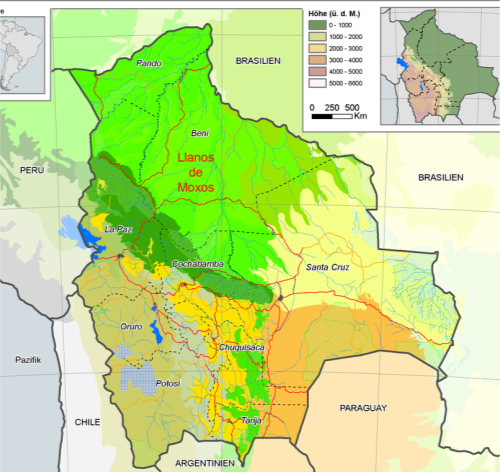
Льянос-де-Мохос на карте Боливии

Гидравлическая культура насыпей исп. La Cultura Hidráulica de las Lomas, или культура Льянос-де-Мохос, исп. Cultura Llanos de Mojos — доколумбова культура, существовавшая в период 4000—1300 до н. э. на территории равнин Льянос-Мохос в департаменте Бени в боливийской Амазонии.
Характерным для культуры было сооружение жилищ на искусственных холмах, созданных на кучах отходов, в основном керамического происхождения. Основное назначение жилищ на холмах состояло в том, что они были недоступны для периодических наводнений. Многие из этих холмов были соединены с другими крупными земляными сооружениями, такими, как рвы, насыпи, каналы и искусственные пруды.
Было обнаружено порядка 20000 искусственных холмов, самые крупные из которых достигали по высоте 8 м и занимали площадь в несколько гектаров. Холмы соединяли друг с другом огромные земляные насыпи длиной от 15 до 30 километров, которые использовались как дороги, и вдоль которых были расположены каналы, по которым на каноэ можно было сплавлять грузы.
Одним из первых, кто описал курганы, каналы и насыпи, был иезуит Франсиско Элдер (Francisco J. Elder), который в 1772 г. составил «Краткое описание завоеваний Общества Иисуса в провинции Перу, известной как Мохос» (Breve Descripción de las Reducciones de la Compañía de Jesus de la Provincia del Perú Conocida como de Mojos), где упоминает «древние сооружения», а именно курганы, каналы и насыпи.
Около 1964 г. географ Уильям Деневан заинтересовался остатками курганов, которые можно было наблюдать с самолётов и которые хорошо были видны на фотографиях с воздуха.
В 1960 г. и 1990 г. Кеннет Ли описал и подробно изучил эти сооружения, провёл их сопоставительный анализ с другими подобными сооружениями в Южной Америке.
Благодаря сооружению большого количества каналов и насыпей данная культура смогла управлять большим количеством рек, вести интенсивное сельское хозяйство и рыбную ловлю, а также переживать периоды наводнений.
Если умножить 20 гектаров на 20 000 курганов, то получим 400 000 гектаров культивируемых земель, поэтому логично сказать, что (департамент) Бени в те времена была водной культурой, одной из самых важных в мире. Древний Египет существовал за счёт единственной реки Нил и её наводнений, а здесь речь идёт о множестве рек. Освальдо Ривера
Этническая принадлежность создателей культуры неизвестна. В настоящее время в данной местности проживают носители изолированного языка юракаре, однако они могут быть и более поздними пришельцами.